# Kongwa
Kongwa è una cittadina della Tanzania centrale, capoluogo dell'omonimo distretto, nella regione di Dodoma. Secondo l'ultimo censimento del 2012 ha una popolazione di 13 531. 
Il villaggio sorge su un altopiano, nella savana africana, a 800 m s.l.m. Il terreno, di origine vulcanica, mantiene in profondità delle polle di acqua salata.
Il villaggio ha acquisito importanza in passato perché sorgeva sulla vecchia strada che collegava Morogoro con Dodoma. Vi passava inoltre la ferrovia che da Dar es Salaam arrivava fino a Songambele. Nel periodo della decolonizzazione la ferrovia venne smantellata dagli inglesi. Negli anni ottanta fu costruita la prima strada asfaltata, che però passa una ventina di km a nord del villaggio. Ad oggi è stata costruita una strada asfaltata che collega Kongwa con Dodoma.  

## Villaggi più importanti del distretto
- Gairo
- Kibaigwa
- Mbande
- Mbuga
- Mkoka
- Mlali
- Pandambili
- Songambele